# Philip Ridley
Philip Ridley (Bethnal Green, Londres, 1957) és un narrador anglès que treballa en una àmplia gamma de mitjans artístics.
Com a artista visual ha estat citat com a contemporani dels 'Young British Artists', i va exposar la seva obra d'art a nivell internacional.
Com a novel·lista ha creat ficció tant per a nens com per a adults i ha tingut un èxit i un reconeixement particulars com a autor infantil.
En l'àmbit del cinema és potser més conegut pel seu guió premiat per a la pel·lícula de 1990, The Krays (1990), un biopic sobre els bessons Kray que va ser dirigit per Peter Medak. Com a cineasta per dret propi, és reconegut per haver creat una trilogia solta de pel·lícules de terror: La pell que brilla (1990), La mirada del desconegut (1995) i Heartless (2009) pel qual ha adquirit un seguiment de culte.
Com a dramaturg se l'ha descrit com "un pioner del Teatre «in-yer-face»", que és un estil i una sensibilitat de drama que van caracteritzar moltes obres noves que es van representar a Gran Bretanya durant la dècada de 1990. L’obra de debut de Ridley, The Pitchfork Disney (1991),és considerat per molts com una obra fonamental que va influir en el desenvolupament d'aquesta forma de teatre, amb un crític fins i tot el va batejar com "la obra clau" dels anys noranta. Un gran nombre d'obres per adults s'han percebut com a controvertides, amb condemna i gran aclamació en la seva recepció inicial. Com a escriptor escènic també és reconegut per la creació d'una sèrie continuada d'obres per a joves (The Storyteller Sequence) i ha escrit obres teatrals per a públic infantil i familiar.
Com a compositor ha creat cançons per a les seves obres cinematogràfiques i teatrals, col·laborant sovint amb el compositor Nick Bicât. Ell i Bicât també han format un grup de música anomenat Dreamskin Cradle amb la cantant Mary Leay. Ridley també ha escrit cançons per a la compositora Anna Meredith, especialment obres operístiques.
Ridley també és poeta, fotògraf i artista de performance i ha escrit drama per a la ràdio.
Tot i que Ridley crea històries a través d'una àmplia gamma de mitjans, no li agrada que la seva obra sigui categoritzada pel mitjà en què s'explica, sovint referint-se a que pertanyen l'un a l'altre com a "diferents cims de la mateixa muntanya".

## Obres

### Literatura
| Obres per adults - 1986 – Embracing Verdi (narració curta) - 1987 – Leviathan (narració curta) - 1988 – Crocodilia (novel·la) - 1989 – In the Eyes of Mr. Fury (novel·la) - 1990 – Flamingoes in Orbit (narració curta) - 1995 – Alien Heart (narració curta) - 1997 – Introduction to Philip Ridley Plays: 1 (semi-autobiographical prose, extended and updated versions published in 2002 and 2012) - 1998 – Wonderful Insect (narració curta) - 2009 – Introduction to Philip Ridley Plays: 2 (semi-autobiographical prose) - 2021 – Sunday (narració curta) | Obres per nens - 1989 – Mercedes Ice (novel·la) - 1989 – Dakota of the White Flats (novel·la) - 1991 – Krindlekrax (novel·la) - 1994 – Meteorite Spoon (novel·la) - 1995 – Kasper in the Glitter (novel·la) - 1997 – Scribbleboy (novel·la) - 1998 – Zinderzunder (novel·la) - 2000 – Vinegar Street (novel·la) - 2002 – Mighty Fizz Chilla (novel·la) - 2005 – Zip's Apollo (novel·la) | Obres per adolescents - 1996 – The Hooligan's Shampoo (narració curta) - 1996 – Dreamboat Zing (narració curta) |